# Viola arophila
Viola arophila är en violväxtart som beskrevs av Johann Baptist Wiesbaur. Viola arophila ingår i släktet violer, och familjen violväxter. Inga underarter finns listade i Catalogue of Life.